# Albert Brault
Pour les articles homonymes, voir Brault.
 Marie Philippe Auguste Albert Brault, né le 1er mai 1852 à Montfort l'Amaury et mort le 26 aout 1939 à Paris, est un médecin, histologiste et anatomo-pathologiste français.

## Biographie
Albert Brault est le fils de Eugène Brault, notaire et maire de Montfort-L'Amaury et de Marthe Thérèse Robert.
Il est élève au lycée de Versailles, puis étudiant à la faculté de médecine, externe en 1874, interne de 1877 à 1880, il a pour professeur Cornil, Ernest Henry P. E Lecorché, Hardy et Cadet de Tassicourt. Il travaille longtemps au Collège de France avec Ranvier, Malassez et Darier et y prend goût pour l'histologie.
Il est docteur en médecine en 1881, médecin des hôpitaux de Paris en 1884, chef des travaux d'anatomie pathologique à la faculté de médecine de Paris de 1887 à 1908, médecin de l'hôpital Tenon (1891-1900), de Lariboisière en 1900, chargé de cours de clinque annexe en 1902.

## Œuvres et publications
- Le pronostic des tumeurs basé sur la recherche du glycogène, Paris, Masson, coll. « L'oeuvre médico-chirurgical, n°15 », 1899, 28 p. (lire en ligne).

### En collaboration
- avec Victor André Cornil : Études sur la pathologie du rein, F. Alcan (Paris), 1884, lire en ligne sur Gallica.

## Distinctions et reconnaissance
- Chevalier de la Légion d'honneur en 1912
- Officier de la Légion d'honneur en 1921[3].

- Prix de l'académie des sciences (Prix Roy-Vaucouloux) en 1932, pour ses études sur le glycogène dans le développement des tumeurs, des tissus normaux et des êtres organisés[4].

### Sociétés savantes
- Membre de l'Académie de médecine en 1910 dans la section d'anatomie pathologique.
- Président de la Société anatomique de Paris.
- Président de la Société du Cancer.
- Président de la Société des Hôpitaux.